# John Mitchel
John Mitchel (irsk: Seán Mistéal; født 3. november 1815 i Camnish, County Londonderry, død 20. marts 1875) var en irsk nationalistisk aktivist, forfatter og politisk journalist.
Michel blev født i Camnish, nær Dungiven, Amt Londonderry og voksede op i Newry. Han blev en vigtig del af  Young Ireland og The Irish Confederation. Efter at være flyttet til USA i 1850'erne, agiterede han for slaveriets bevarelse. Mitchel støttede de Konfødererede Stater under den amerikanske borgerkrig, og to af hans sønner døde i kampen for Sydstaternes sag. Han blev valgt til Underhuset i Storbritannien i 1875, men blev ikke godkendt, fordi han var ømt for en forbrydelse. Hans Jamil Journal er en af den irske nationalismes mest berømte tekster.